# Atari Lynx
Atari Lynx（アタリ・リンクス）とは、アタリコープ社（アタリ社分割後の家庭用ゲーム機/パソコン部門）が1989年に発売した携帯型ゲーム機。日本での販売価格は29,800円。アメリカでの価格は179.99ドル。

## 概要
米国では1991年に、本体サイズを若干小型にし、省電力化・ヘッドフォンのステレオ化をしたLynxIIが発売された。
国内販売代理店はムーミン（非初心会系の問屋としては最大手で、セガに近かったが任天堂以外のゲームを幅広く扱っていた。のちにセガ・ユナイテッド、セガ・ミューズを経て、2000年にセガ本体に事業を移管。なおアタリジャパンは販売に関与していない）。

## 歴史

### 背景
Lynxが発売された1989年、同じく携帯ゲーム機のゲームボーイが任天堂より発売。モノクロ液晶を搭載するなど、ハードウェアスペックとして突出した機種ではなかったものの、ファミリーコンピュータのサードパーティーが次々と参入し、豊富なソフトラインアップが揃い、後にカラー液晶を採用して発売されたゲームボーイカラーなどを投入し、シリーズ累計では全世界で1億1,869万台を売り上げる爆発的ヒットを記録した。
翌年にセガから発売されたカラー液晶を搭載した携帯ゲーム機のゲームギアは日本国内での販売は苦戦したものの、海外では北米・欧州を中心に普及していた同社マスターシステムの移植作品を中心としたソフトラインアップで、全世界累計で1,062万台を記録し大ヒット商品となる。
対してLynxは、当時の携帯ゲーム機としては驚異的な性能を持っていたものの、駆動時間が短く、大きさや重さも携帯ゲーム機史上最大となってしまった。またゲームギアの登場により、唯一のカラー携帯ゲーム機というLynxのアドバンテージは失われた。
ソフトウェアのラインアップも、Epyx製ソフトやアタリゲームズ社作品の移植作を中心に当初は豪華だったものの、ゲームボーイに先行を許し、開発コストが高価だった事もあり、その後のサードパーティーの支持を得ることが出来ず、多くのラインナップを揃えることはできなかった。
日本国内ではムーミンが正式代理店として販売を行うも取り扱う小売店は限られており、Lynx中期以降は本体・ソフト共に店頭在庫は少なく特に新作ソフトは予約をしないと入手は困難だった。
これらの要因が重なりLynxの販売台数はアタリコープ社の想定より遥かに少なかった。当初は本体に"カリフォルニア・ゲームズ"と通信ケーブルとをセットにして販売していたが、1990年より内容物を本体のみとし価格をさげたパッケージをリリースすることで対抗する。1991年には本体を若干小型化、省電力化などをしてLynx本体のネックを改善した普及版モデルに当たるLynxIIを市場に投入するも、情勢を覆すにはいたらなかった。
1993年、アタリコープ社は家庭用ゲーム機Atari Jaguarをリリース。翌1994年、Atari Jaguarの普及に経営資源を集中させたいアタリコープ社の戦略方針により、Lynxの生産は終了した。

## ハードウェア
4,096色カラー液晶に、スプライトの拡大縮小回転のハードウェア処理、通信ケーブルを用いた8人同時参加プレーをサポートするなど、当時の携帯ゲーム機としては驚異的な性能を持っていた。また、バックライト搭載のカラー液晶画面を使った携帯型ゲーム機は業界初。
コントローラーのボタン配置は上下対称で、A/Bボタンが本体上下2つずつ付いているのが特徴。他に、画面の左にONボタン・OFFボタン、右にOPTION1ボタン・ポーズボタン・OPTION2ボタンが並んでおり、ポーズボタンとOPTION2ボタンの同時押しで画面を反転させる事が可能。
本体を上下逆に持つことにより、左利きのプレイヤーにも違和感なくプレイすることができるなど、ユニバーサルデザインを採用している。また一部に、縦持ちで遊ぶことを前提にしたゲームもある。

## 仕様
- 使用電源：専用ACアダプタ（DC9V）、または アルカリ単三乾電池6本（実動2～3時間）
  - 消費電力：3.6W
- 外形寸法：270mm x 105mm x 40mm
- 重量：約700g（電池を含む）
- 画面サイズ：3.4インチ バックライト付きカラー液晶
- ヘッドホン端子：モノラル（LynxIIはステレオサポート）
- 通信機能：COMLYNX端子 双方向62500Bit/Sec 8台まで接続可能

- CPU：65C02（8bit-4MHz）
  - グラフィックス処理の一部をカスタムCMOSチップ上で16ビット-16MHzで計算している。これはPCエンジンなどと同じ発想。
- メモリ：64KByte
- 画面解像度：160ｘ102ドット
- 画面表示能力：4096色中16色同時発色[2]
- ハードウェアによるスプライト表示サポート

  - 全画面ローテーション機能（90°/180°/270°）
  - 回転拡大縮小機能
- サウンド：4音声モノラル（100kHz～5kHz）

- ソフト容量：最大2MB

## ソフトウェア
ソフトウェアはPCエンジンのHuCARDの2/3くらいの大きさのカードROMソフトの形で供給された。『ガントレット』や『ハードドライビン』等のアタリゲームズの業務用ゲーム移植作品や、Lynxの回転拡大縮小機能を生かした『ブルーライトニング』や『エレクトロ・コップ』、Epyx社の代表作『カリフォルニア・ゲームズ』等が発売された。
詳細はAtari Lynxのゲームタイトル一覧を参照

## その他
- 初期にリリースされたカードROMは、カード自体がフラットなデザインで指を引っ掛けることが難しく、一度Lynx本体に差し込むと取り出すのが非常に困難だった（ユーザーの間では、ラジオペンチで引き抜いていたという逸話も残されている）[2]。中期以降リリースされたカードROMは、カードの裏側に突起を追加や、カードの端を湾曲させて指を引っ掛けやすいデザインに変更された。またLynxIIでは、カードスロット周辺のデザイン変更でカードROMが取り外しやすくなった。
- 純正周辺機器として、直射日光下での液晶の視野性を上げるサンバイザー（液晶上部に取り付け、折り畳むと携帯時の液晶保護にもなる）、携帯用の専用ポーチ、単一電池6本で20時間の使用ができる外付けバッテリーアダプター、ショルダーバッグなどがある。このうち日本ではサンバイザーとポーチのみ発売された。
- 発売当時に『ファミ通』等のゲーム雑誌で特集が組まれた影響もあり、日本では普及台数に比してゲームユーザー間では認知度は高い。また、ファミ通の機種別発売予定ソフト表にはLynxの項目もあった。
- ハードウェアの生産は日本国内で行われ、本体には"MADE IN JAPAN"の記載がある。
- ハードウェアの生産終了後もゲームソフトはサードパーティーから細々とリリースされ続けていた。近年では2004年に"Alpine Games"という冬季オリンピックをテーマにした作品がリリース。グラフィック、ゲーム性共にLynx最高峰とファンの中で騒がれている。
- 2000年に有志により開発・公開されたLynxのPC用エミュレーターにはEpyx社の功績を称え、"Handy"と名付けられた。

### LynxとEpyx社
もともとLynxはアタリではなく、米国のゲームソフトメーカー・Epyx社が開発していた。
Epyx社にはAmigaの開発に参加していたスタッフも在籍しており、この時期前後から将来を見据え独自のハードウェア構想を膨らませていく。そうした中、1987年頃から社内で"Handy"と呼ばれた携帯ゲーム機の開発に着手する。"Handy"は1989年1月に開催されたCES（Consumer Electronics Show）で公開され、上々の評価を得た。
しかしこの時期前後から、Epyx社がゲームをリリースしていたメインプラットフォームのコモドール64は販売不振に陥り、Epyx社のゲーム売上も減少していく。また、ハードウェア開発への多額の投資が祟り、負債を抱え始めていた。そのため"Handy"を商品化するにあたっては、外部企業の生産販売パートナーを探す必要があった。
交渉先の中には同年にゲームボーイをリリースする事になる任天堂もあった。基本性能の高さに興味を示すも、本体サイズと駆動時間、予想販売価格をネックに断られた。
そんな中、最終合意に至ったアタリコープが生産およびマーケティングを、Epyx社がソフト開発をすることで合意した。そして"Handy"をベースにいくつかの改良をし、1989年10月、"Lynx"を発表した。Epyx社が"Handy"の開発を始めて2年の歳月が流れていた。
同年、Epyx社の財政状況は改善せず、ついに破産。連邦倒産法第11章を適用されている。Epyx社は、倒産処理に従い1991年に自社の携帯ゲーム機である"Handy"に伴う多くの権利を売却（"Handy"の権利を売却するにあたって、それをベースにした"Lynx"の権利を持つアタリコープ社との間で裁判にもなった）。最盛期には200人近くいた従業員も、財務処理の為8人を残し、その幕を閉じた。
なお、Epyx社のゲームの版権は2006年、ゲームソフト開発会社"System 3"が獲得。"カリフォルニア・ゲームズ"のリメイク版をニンテンドーDS、Wiiに投入することを発表している。